# Pierre Hornus
Pour les articles homonymes, voir Hornus.
Pierre Hornus est un footballeur international français, né le 11 février 1908 à Mulhouse et mort le 29 octobre 1995. Il joue au poste de milieu de terrain de la fin des années 1920 au milieu des années 1930 pour les clubs du FC Mulhouse puis du SO Montpellier.
Sélectionné à trois reprises en Équipe de France en 1931, il est également le Président général du FC Mulhouse de 1956 à 1958, puis de 1963 à 1967.

## Biographie
Fils d'un pharmacien de Mulhouse, il est avocat au barreau de cette ville et en même temps joueur au FC Mulhouse depuis les rangs junior. Doté d'un bon tir des deux pieds et d'un bon jeu de tête, il apparait en France B contre le Luxembourg et le Maroc.
En septembre 1929, il rejoint Montpellier pour poursuivre ses études de droit à la faculté de la ville. Il est engagé par le SO Montpellier, et au poste de demi-aile, devient aussitôt titulaire. Véritable amateur, il refuse du club toute rémunération. Il joue par ailleurs au Montpellier Université Club et est avec le club étudiant champion de France universitaire en 1930.
En 1931, il est sélectionné en équipe de France et réussit avec elle deux belles performances, la victoire contre l'Allemagne 1 à 0 le 15 mars puis deux mois plus tard, la victoire historique 5 à 2 contre l'Angleterre. Au mois de mai de la même année, il dispute, avec le SO Montpellier, la finale de la Coupe de France. Pour sa participation, le club lui offre le grand Dalloz, seul cadeau qu'il voulut accepter.
Le 29 novembre 1931, il connait sa dernière sélection lors d'une défaite contre les Pays-Bas 4 à 3.
Ses études de droit terminées en 1933, il regagne Mulhouse pour poursuivre sa carrière d'avocat et rejoue au FC Mulhouse où il finit sa carrière.
De 1949 à 1953, il est Président de la Commission Football du FC Mulhouse, puis Président général omnisports du club, de 1956 à 1958 et de 1963 à 1967. En 1972, il est élu bâtonnier du barreau de Mulhouse.
La tribune d'honneur du stade de l'Ill, stade du FC Mulhouse, porte son nom.

## Palmarès
- Finaliste de la Coupe de France 1931 (SO Montpellier).
- Champion de la Ligue du Sud-Est 1932 (SO Montpellier).
- 3 sélections en équipe de France

## Source
- Roger Rabier, Allez SOM, Montpellier, à compte d'auteur, 1985, 275 p., p. 232-233.